# Apple S2
L'Apple S2 és l'ordinador integrat de l'Apple Watch Series 2, i Apple Inc la descriu com a "System in Package" (SiP). Es va revelar el 7 de setembre de 2016, amb molt poca informació sobre les especificacions. Apple diu que els seus dos nuclis ofereixen un 50% més de rendiment i la GPU ofereix el doble que el predecessor, l'Apple S1. El S1P SiP enviat a l'Apple Watch Series 1 és una versió reduïda de l'S2 que no té la funcionalitat GPS, sinó que és idèntic.

## Disseny de sistema en paquet
Utilitza un processador d'aplicacions personalitzat que juntament amb 512 MB de memòria, 8 GB d'emmagatzematge i processadors de suport per a la connectivitat sense fil, GPS, sensors i E/S constitueixen un ordinador complet en un sol paquet. Aquest paquet està ple de resina per a la durabilitat.

### Components
El dispositiu integra components discrets com Wi-Fi, Bluetooth, GPS, NFC, controlador tàctil, acceleròmetres, sensor baromètric i RAM. En total, hi ha 42 matrius individuals de silici integrades en l'únic component S2.